# Acropora nasuta
Espèce
Statut de conservation UICN

 NT  : Quasi menacé
Statut CITES
Acropora nasuta est une espèce de coraux appartenant à la famille des Acroporidae.

## Description et caractéristiques
Ce corail forme des colonies en corymbes irrégulières avec des branches secondaires allongées et effilées. Le corallite axial est tubulaire. Les corallites radiaux sont tubulaires, généralement disposés en rangées nettes et en forme narines, d'où le nom de l'espèce. Les pointes sont généralement rose, tirant parfois sur le bleu.

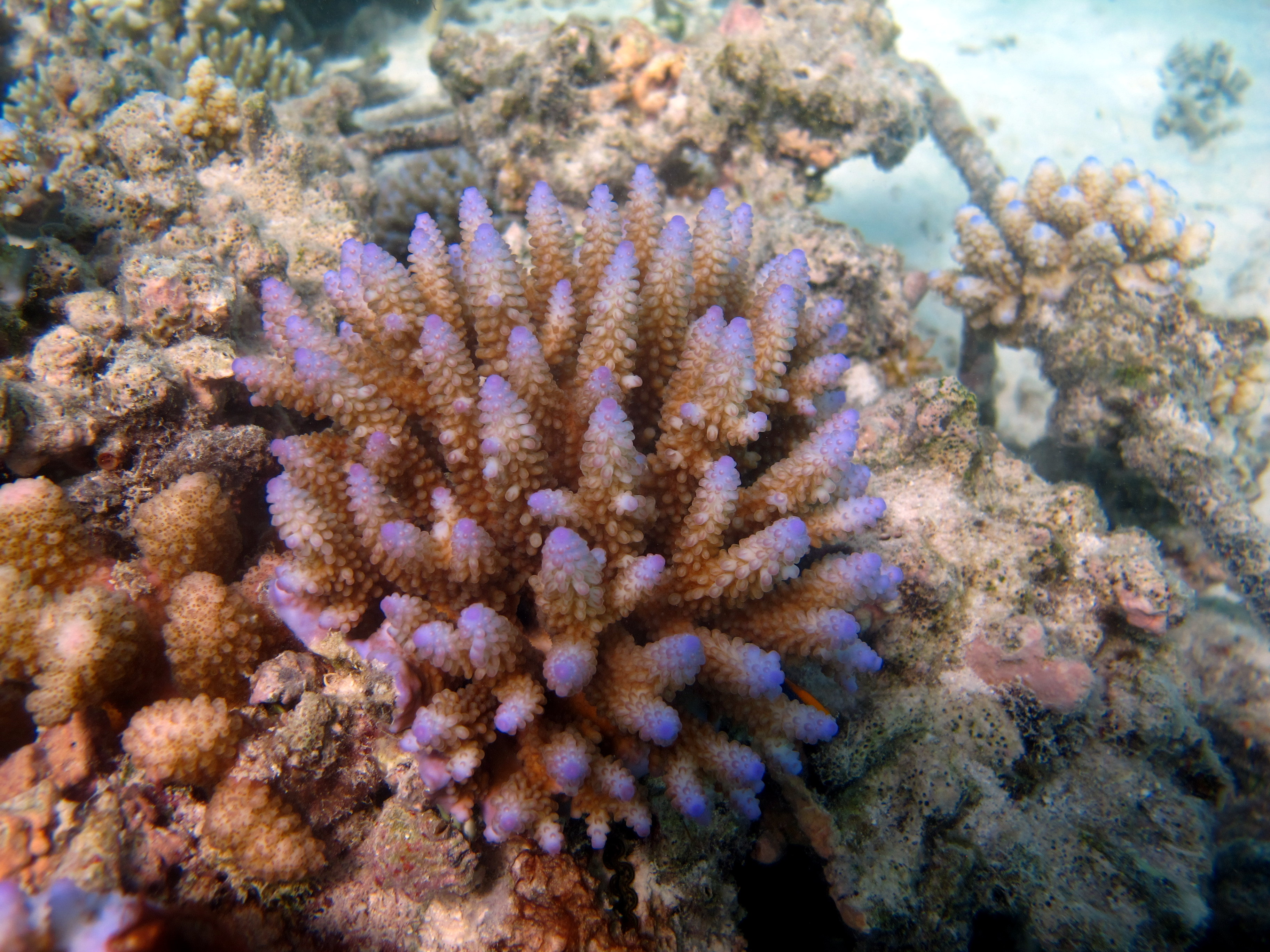
Une colonie caractéristique
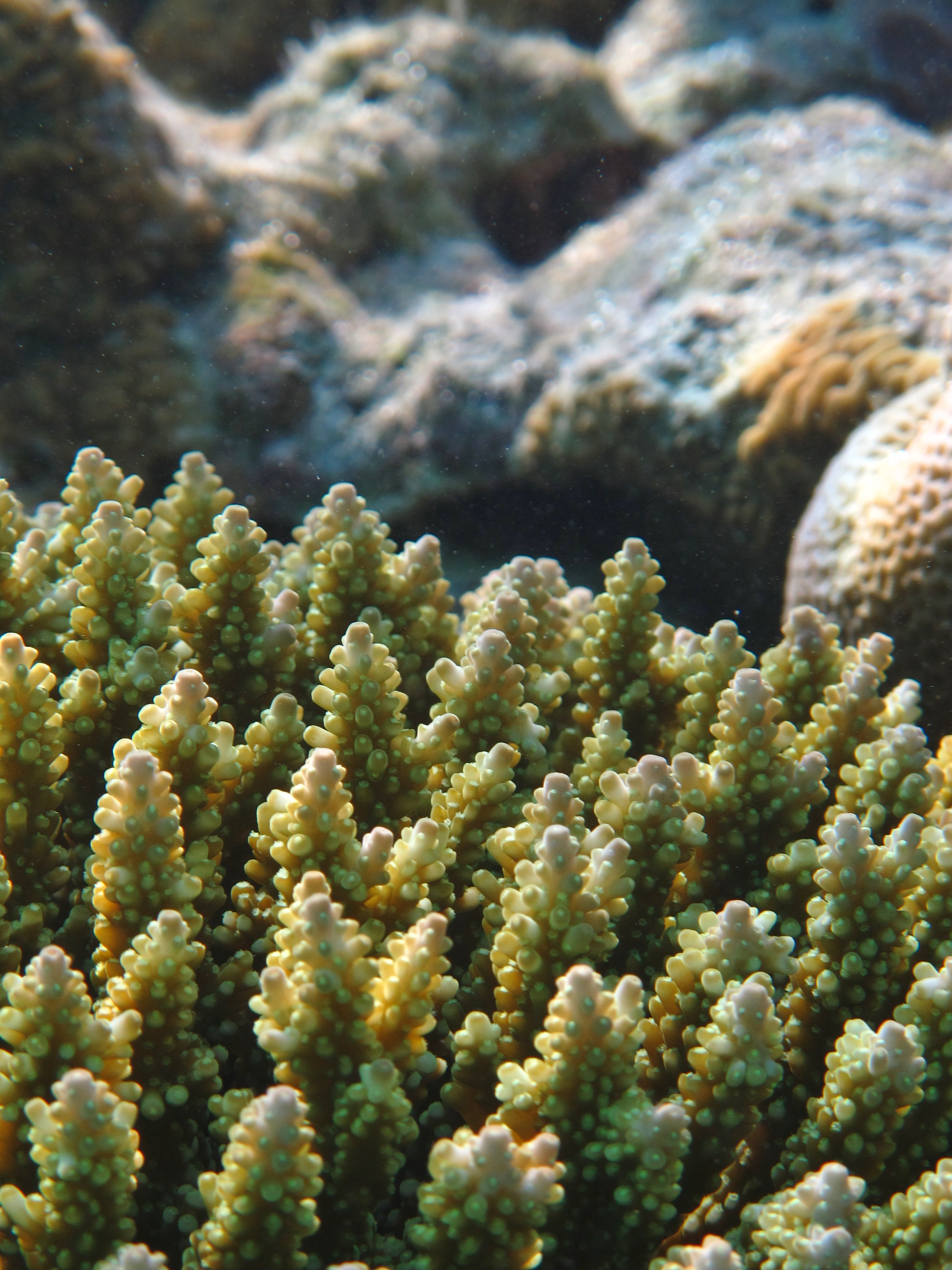
Gros plan sur les branches et les corallites.
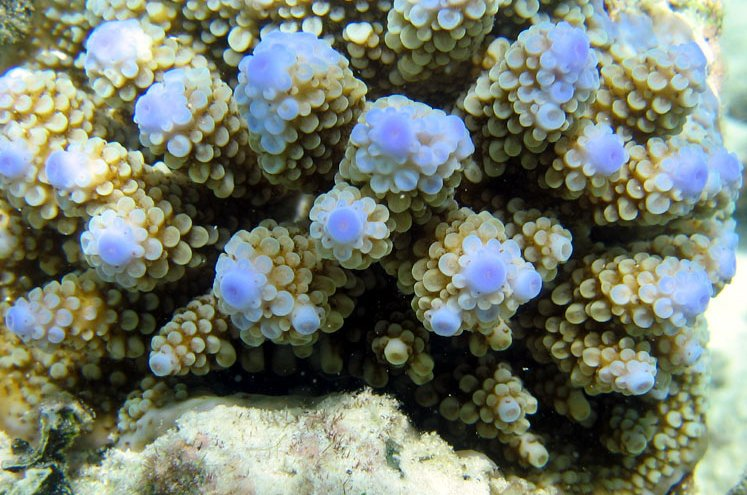
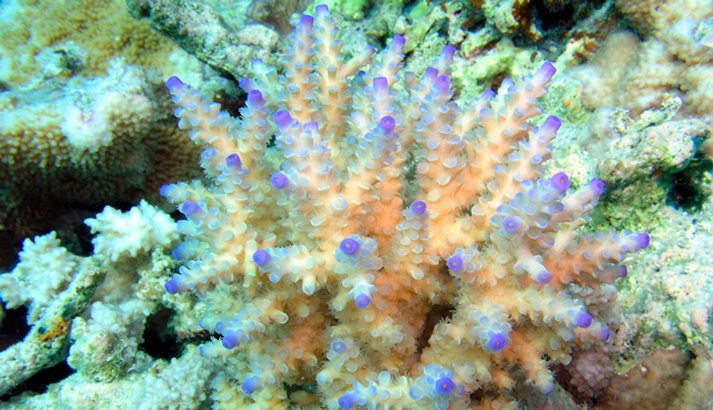

## Habitat et répartition
C'est un corail commun dans tout l'Indo-Pacifique tropical, de la Mer Rouge à la Polynésie.